# D-Railed
Pour plus de détails, voir Fiche technique et Distribution.
D-Railed est un film américain écrit et réalisé par Dale Fabrigar, sorti en 2019.

## Synopsis
Le soir d’Halloween, Evelyn (Carter Scott), Thomas (Wallin), Antonia (Leticia LaBelle), la jeune Abigail (Shae Smolik) et Marcus (Daniel O'Reilly), ainsi que d’autres, montent à bord d’un train vintage pour une murder party. Les fêtards sont tous vêtus de vêtements des années 1920, et une fois que le train quitte la gare, l’animateur (Frank Lammers) sort pour expliquer les règles. Soudain, les lumières s’éteignent, et quand elles se rallument, il a un couteau planté dans le dos. 
Tout le monde spécule sur qui pourrait être le coupable, quand GiGi (Tonya Kay) et Clyde (Ben Hopkins) commencent à voler tout le monde. Le hold-up ne fait pas partie du jeu, cependant, et les voyageurs deviennent anxieux et effrayés lorsque les bandits tirent sur un passager. Le conducteur (Jack Betts) sort de sa cabine pour aider à réduire le cafouillage, mais GiGi et Clyde le remettent rapidement à sa place. Ensuite, le chef de train partage de mauvaises nouvelles : le train se dirige vers un virage serré, et s’ils ne ralentissent pas, il sortira des rails. Le train déraille effectivement et tombe dans un lac. Maintenant, les passagers doivent trouver un moyen de regagner la terre ferme avant de se noyer ou d’être tués par les voleurs. Leur situation, déjà précaire, s’aggrave encore lorsqu’un monstre (Phil Young) sort de l’eau et attaque les survivants.

## Distribution
- Lance Henriksen : Manny
- Tonya Kay : GiGi
- Frank Lammers : l’animateur
- Jack Betts : le conducteur
- Daniel O'Reilly : Marcus
- Shae Smolik : Abigail
- Everette Wallin : Thomas
- Gregg Christie : The Trainmaster
- Leticia LaBelle : Antonia[2]
- Carter Scott : Evelyn
- Logan Coffey : Eugene
- Brie Mattson : Daisy Elane[3]
- Dwayne Standridge : Charlie
- Giovannie Espiritu : Jackie
- Catherine Healy : Trish
- Marvin Ryan : Martin
- Amanda Mayfield : Cindy
- Natalie Schneider : Lisa
- Mia Christou : Kathryn
- Anthony Jensen : Asher[4]

## Production
Le tournage a eu lieu à Los Angeles, en Californie, aux États-Unis. Le film est sorti le 6 août 2019 aux États-Unis, son pays d’origine.

## Réception critique
Bobby LePire sur Film Threat écrit : « D-Railed est un mashup de plusieurs genres, ce qui donne au film une ambiance incomparable et très originale. Ces éléments disparates du film travaillent ensemble, sans se dominer mutuellement. Une séquence impliquant Thomas et Abigail échappant au monstre, en descendant les escaliers d’une voiture renversée, est terrifiante. Les caractérisations pour le groupe de base de survivants fonctionnent tout aussi bien. L’histoire et l’arc de chaque personnage tout au long du film sont convaincants, et le public veut voir tout le monde s’en sortir vivant (moins les bandits, bien sûr). La relation d’Abigail et Antonia est celle qui accroche initialement les téléspectateurs ; mais, c’est l’histoire d’Evelyn qui devient véritablement fascinante à mesure qu’elle se révèle de plus en plus à mesure que le danger de chaque situation ne cesse d’augmenter. »
D-Railed obtient un score d’audience de 57% sur Rotten Tomatoes